# Атласовское сельское поселение
Атласовское се́льское поселе́ние — муниципальное образование в Мильковском районе Камчатского края Российской Федерации.
Административный центр — посёлок Атласово.

## История
Статус и границы сельского поселения установлены Законом Камчатской области от 25 февраля 2005 года № 295 «Об установлении границ муниципальных образований, расположенных на территории Мильковского района Камчатской области, и о наделении их статусом муниципального района, сельского поселения».

## Население
| 2010  | 2012  | 2013  | 2014  | 2015  | 2016  | 2017  |
| ----- | ----- | ----- | ----- | ----- | ----- | ----- |
| 1335  | ↘1309 | ↘1259 | ↘1229 | ↘1204 | ↘1168 | ↘1150 |
| 2018  | 2019  | 2020  | 2021  | 2023  |       |       |
| ↘1127 | ↘1093 | ↘1067 | ↘997  | ↘963  |       |       |

## Состав сельского поселения
| № | Населённый пункт | Тип населённого пункта          | Население |
| - | ---------------- | ------------------------------- | --------- |
| 1 | Атласово         | посёлок, административный центр | ↘605      |
| 2 | Лазо             | посёлок                         | ↘344      |
| 3 | Таёжный          | посёлок                         | →118      |